# سفارة أرمينيا في الولايات المتحدة
سفارة أرمينيا في الولايات المتحدة هي أرفع تمثيل دبلوماسي لدولة أرمينيا لدى الولايات المتحدة. تقع السفارة في شمال غربي واشنطن العاصمة وهي تهدف لتعزيز المصالح الأرمينية في الولايات المتحدة.

## وصلات خارجية
- الموقع الرسمي
- قائمة سفارات أرمينيا
- قائمة السفارات في الولايات المتحدة